# Olivier Breitman
Pour les articles homonymes, voir Breitman.
Olivier Breitman est un acteur français.
Formé aux techniques du théâtre japonais par Junji Fuseya, il devient sous sa direction le premier Onnagata français au Japon. Il suit quelques années l'aventure des Tréteaux de France avec Marcel Maréchal et s'illustre aussi dans le théâtre musical, notamment en créant en français le rôle de Scar au théâtre Mogador
,.

## Théâtre
- 2021-2025 : Le Roi lion mes Julie Taymor/Th. Mogador
- 2019-2020 : Un violon sur le toit  de Jerry Bock, mise en scène Barrie Kosky, Production du Komische Oper Berlin en collaboration avec l’Opéra national du Rhin de Strasbourg
- 2018-2019 : Berlin Kabarett de Stéphan Druet, Théâtre de Poche Montparnasse
- 2016-2017 : Le Portrait de Dorian Gray d'Oscar Wilde, mise en scène de Thomas Le Douarec, Comédie des Champs Élysées/Artistic Athévains
- 2015 : Le Roi Lear de William Shakespeare, mise en scène Jean-Luc Revol, Théâtre de la Madeleine
- 2015-2018 : Dirty Dancing d'Eleanor Bergstein, Palais des sports de Paris
- 2014 : Le Chien des Baskerville, d'après Conan Doyle, mise en scène de Jean-Luc Revol, Théâtre Tête d'or
- 2012-2013 : L'Hôtel des roches noires de Françoise Cadol et Stefan Corbin, montée par Christophe Luthringer, Vingtième Théâtre
- 2010-2011 : La Nuit d'Elliot Fall de Vincent Daenen, mise en scène Jean-Luc Revol, Vingtième Théâtre
- 2010 La grossesse de Madame Dieu de et mis en scène par Steeve Brudey Nelson, Théâtre de la Coche
- 2009 : Gentry de Paris Revue mes Philippe Calvario/Casino de Paris
- 2007-2010 : Le Roi lion mes Julie Taymor/Th. Mogador
- 2005 : La très mirifique épopée Rabelais mes Marcel Maréchal/Tréteaux de France
- 2004 : La Puce à l'oreille mes Marcel Maréchal/Tréteaux de France
- 2003 : L'Oiseau du crépuscule mes Junji Fuseya/Tokyo
- 2002 : Le Tartuffe mes Jean-Luc Revol
- 2002 : Ruy Blas mes Marcel Maréchal/Tréteaux de France
- 2001 : Le Malade imaginaire mes Gildas Bourdet/La Criée
- 2000 : Les trois Mousquetaires mes Marcel Maréchal/Th. du Rond-Point
- 1999 : Les trente millions de Gladiator mes Jean-Luc Revol/Th. de la Madeleine

## Filmographie
- 2020 : La Fine Fleur de Pierre Pinaud : le président du concours.
- 2023 : Bernadette de Léa Domenach : Karl Lagerfeld